# Галуза, Анна Митрофановна
Анна Митрофановна Галуза (25 января 1936, село Юрки, теперь Козельщинского района Полтавской области — ?)  — украинская советская деятельница, бригадир слесарей роликового цеха вагонного депо станции Красный Лиман Донецкой области. Депутат Верховного Совета СССР 6-7-го созывов.

## Биография
Родилась в крестьянской семье. Рано осиротела. Образование среднее техническое: в 1955 году закончила Кременчугский техникум железнодорожного транспорта Полтавской области.
В 1955—1959 годах — бригадир кузнечно-механического цеха, техник колесного цеха вагонного депо станции Красный Лиман Донецкой железной Сталинской области.
Член КПСС с 1959 года.
С 1959 года — бригадир слесарей роликового цеха вагонного депо станции Красный Лиман Сталинской (Донецкой) области.
Потом — на пенсии в городе Красный Лиман (Лиман) Донецкой области.

## Награды
- орден Октябрьской Революции
- ордена
- медали